# Izagaondoa

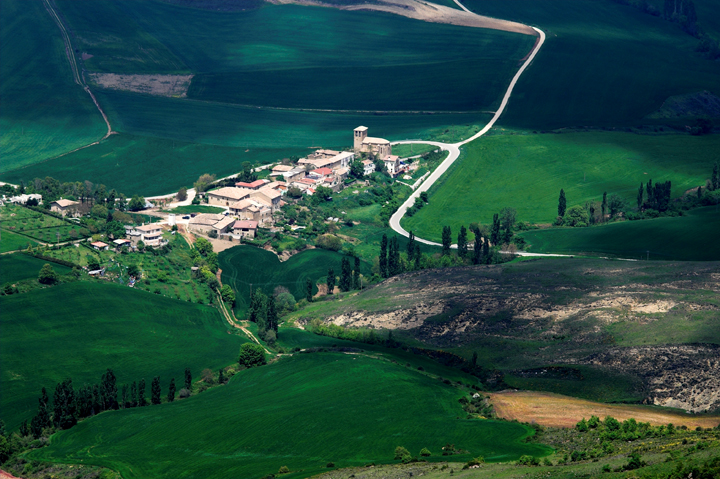
Vista del concejo de Reta.

Izagaondoa (en euskera: Itzagaondoa) —más comúnmente Valle de Izagaondoa— es un valle y un municipio español de la Comunidad Foral de Navarra, situado en la Merindad de Sangüesa, en la comarca de Aoiz y a 29 km de la capital de la comunidad, Pamplona. Su población en 2023 era de 159 habitantes (INE).
El municipio está compuesto por un concejo: Ardanaz de Izagaondoa y 12 lugares: Beroiz, Guerguitiáin, Idoate, Induráin, Iriso, Lizarraga de Izagaondoa, Reta, Turrillas, Urbicáin, Zuazu, Izánoz y Mendinueta.
Su gentilicio es izagaondoarra[cita requerida] o itzagaondoarra, tanto en masculino como en femenino.

## Toponimia
El valle y municipio de Izagaondoa tiene un significado transparente, ya que quiere decir en euskera "junto a Izaga". La Peña Izaga es el monte que domina el valle y su principal referente geográfico, además de ser, con 1352 metros de altura, una de las montañas más altas de Navarra (excluyendo las cumbres pirenaicas).
Sobre el origen del nombre del monte hay más dudas. En primer lugar cabe decir que existe un despoblado a los pies de la peña que se llamó también Izaga, por lo que existe la incertidumbre de si el pueblo (ya despoblado) dio nombre al monte o fue viceversa. Sobre el significado etimológico, Koldo Mitxelena pensó en ihi+-(z)aga, por lo que tendría el significado de Juncal. Sin embargo, como antiguamente se escribía Heyçaga, tampoco descartó que podría haber sido originado por ehiza + -aga (sitio de caza).
Inicialmente adscrita a la zona no vascófona por la Ley Foral 18/1986, en 2017 el Parlamento navarro aprobó el paso de Izagaondoa a la Zona mixta de Navarra.

## Símbolos

### Escudo
El escudo de armas del valle de Izagaondoa tiene el siguiente blasón:

Trae de azur y un roble en su color natural. Al fondo las montañas de Izaga, que dan nombre al valle. Por timbre un yelmo empenachado.

Bandera: La bandera trae sobre fondo rojo el escudo municipal centrado, quedando rodeado por el nombre del municipio con letras doradas

## Geografía
El valle de Izagaondoa está situado en la parte nordeste de la Comunidad Foral de Navarra a una altitud de 647 m s. n. m. Su término municipal tiene una superficie de 59,63 km² y limita al norte con los municipios de Lizoáin-Arriasgoiti, Urroz-Villa y Lónguida, al este con los de Lónguida y Urraúl Bajo, al sur con el de Ibargoiti y al oeste con el de Unciti y Aranguren.

## Demografía
Izagaondoa cuenta con una población de 159 habitantes (INE 2024).
| Gráfica de evolución demográfica de Izagaondoa entre 1842 y 2021                                                                                               |
| |
| Población de derecho según los censos de población del INE Población de hecho según los censos de población del INEEn este censo se denominaba Izagondoa: 1842 |

### Núcleos de población
El municipio se divide en las siguientes entidades de población, según el nomenclátor de población publicado por el INE (Instituto Nacional de Estadística). Los datos de población se refieren a 2023.
| Entidad de población    | Pob. (2023) |
| ----------------------- | ----------- |
| Ardanaz de Izagaondoa   | 36          |
| Beroiz                  | 0           |
| Guerguitiáin            | 0           |
| Idoate                  | 25          |
| Induráin                | 12          |
| Iriso                   | 3           |
| Izanoz                  | 0           |
| Lizarraga de Izagaondoa | 45          |
| Mendinueta              | 0           |
| Reta                    | 16          |
| Turrillas               | 5           |
| Urbicáin                | 8           |
| Zuazu                   | 9           |

## Administración y política
Izagaondoa conforma un municipio, el cual está gobernado por un ayuntamiento de gestión democrática desde 1979, formado por 5 miembros elegidos en las elecciones municipales según está dispuesto en la Ley Orgánica del Régimen Electoral General. La sede del consistorio está situada en la calle San Martín, n.º 1 de la localidad de Ardanaz de Izagaondoa.
| Mandato   | Nombre del alcalde                                                         | Partido político    |
| --------- | -------------------------------------------------------------------------- | ------------------- |
| 1979-1983 |                                                                            |                     |
| 1983-1987 |                                                                            |                     |
| 1987-1991 |                                                                            |                     |
| 1991-1995 | Francisco Liberal Goñi (1991-1992), José María Zabalza Imizcoz (1993-1995) |                     |
| 1995-1999 | Baldomero Mugueta Sola                                                     |                     |
| 1999-2003 | Pedro José Goñi Juamperez                                                  | Grupo independiente |
| 2003-2007 | Pedro José Goñi Juamperez                                                  | Grupo independiente |
| 2007-2011 | Ioseba Echarte Azcárate (2007-2008), Alejandro Cortés Jiménez (2008-2011)  | NaBai               |
| 2011-2015 | Elsa Plano Urdazi                                                          | ARIZA               |
| 2015-2019 | Elsa Plano Urdazi                                                          | ARIZA               |
| 2019-     | Elsa Plano Urdazi                                                          | ARIZA               |